# Чанд Каур
Махарани Чанд Каур (1802 — 11 июня 1842) — регентша Сикхской империи в Пенджабе (5 ноября 1840 — 18 января 1841). Она была женой махараджи Кхарака Сингха и матерью Нау Нихала Сингха, её единственного сына.
В 1840 году Кхарак Сингх и Нау Нихал Сингх были убиты, и на том основании, что вдова Нау Нихала Сингха Сахиб Каур была беременна, Чанд Каур заявила свои права регента на нерожденного наследника престола. Она оставалась регентшей примерно два с половиной месяца, с 5 ноября 1840 года по 18 января 1841 года, но отказалась от своих притязаний, когда Сахиб Каур родила мёртвого сына.
Она получила пенсию в 900 000 рупий и некоторое время жила во дворце своего покойного сына в Лахоре. Однако ее враги все еще видели в ней угрозу, и 11 июня 1842 года она была забита до смерти своими слугами.

## Жизнь
Чанд Каур родилась в 1802 году в семье джатов-сикхов Сандху в Фатехгарх Чуриан в Гурдаспурском районе Пенджаба. Её отцом был Сардар Джаймал Сингх, вождь мисаля Канхайя. В феврале 1812 года, в возрасте десяти лет, она вышла замуж за Раджу Кхарак Сингха, старшего сына махараджи Ранджита Сингха. Их единственный сын Нау Нихал Сингх родился 23 февраля 1821 года, а в марте 1837 года он женился на Сахиб Каур, дочери Шам Сингха Атаривалы.

## Правление сына
После смерти махараджы Ранджита Сингха 27 июня 1839 года Кхарак Сингх был назначен его преемником, а Раджа Дхиан Сингх Догра — его вазиром (визирем). Новый махараджа правил всего несколько месяцев, до октября 1839 года, когда его свергли в результате переворота его сын Нау Нихал Сингх и визирь Дхиан Сингх. Он был заключен в тюрьму в Лахоре до своей смерти в ноябре 1840 года от медленного отравления. Хронисты предполагали, что свергнутый махараджа Кхарак Сингх был отравлен по приказу Дхиана Синга.
Вернувшись с кремации своего отца 5 ноября, Нау Нихал Сингх прошел через ворота Хазури-Баг вместе со своим спутником Удамом Сингхом, сыном Гулаба Сингха и племянник Дхиана Сингха. Когда они проходили через ворота, сверху посыпались камни, убив Удама Сингха и ранив принца. Дхиан Сингх, шедший в нескольких шагах позади, немедленно распорядился, чтобы принца отвели в крепость. Никого больше не пускали в крепость, даже его мать, Чанд Каур, которая в лихорадочном волнении колотила в ворота голыми руками. Очевидцы утверждали, что перед тем, как его доставили в крепость, принц был лишь слегка ранен, находился в сознании и просил воды. Однако, когда его мать и друзья были допущены к нему, он был мертв с тяжелыми травмами головы.

## Правление
После смерти Кхарака Сингха и Нау Нихала Сингха Дхиан Сингх поддержал притязания Шер Сингха, сына первой жены Ранджита Сингха, Мехтаб Каур. Чанд Каур обратилась к Гулабу Сингху за поддержкой. Был предложен компромисс, согласно которому Чанд Каур должен был усыновить сына Шер Сингха Пратапа Сингха.
Однако она указала, что вдова Нау Нихала, Сахиб Каур, беременна и может родить законного наследника. Приезд в Лахор двух могущественных противников Шер Сингха, Сардара Атара Сингха Сандханвалии и Сардара Аджита Сингха Сандханвалии, решил проблему. 2 декабря 1840 года Чанд Каур был провозглашен махарани Пенджаба с титулом Малика Мукаддаса, императрица непорочная.
13 января 1841 года Шер Сингх прибыл в Лахор. Полки за городскими стенами перешли на его сторону, оставив Чанд Каур с пятью тысячами солдат и ограниченным количеством пороха против 26 тысяч пехоты, 8 тысяч конницы и 45 орудий. Войска Чанд Каура сражались в форте два дня, но вечером 17 января прибыл Дхиан Сингх и договорился о прекращении огня. Чанд Каур была убеждена принять пенсию и отказаться от своих притязаний на трон, и 27 января Шер Сингх был официально помазан как махараджа.

## Отставка и убийство
Вдовствующая махарани удалилась во дворец своего покойного сына в Лахоре и получила пенсию в 900 000 рупий. В июле 1841 года у Сахиб Каур родился мертвый сын, что положило конец любым попыткам Чанд Каур вновь претендовать на регентство. Однако она нажила себе врага в лице Дхиана Сингха, который заменил ей слуг, убивших ее 11 июня 1842 года, разбив ей голову деревянными пиками.
Самадхи Махарани Чанд Каур находится на территории исламского колледжа в гражданских линиях в Лахоре, на той же платформе, что и к югу от самадхи матери Кхарака Сингха Махарани Датар Каур, любовно названной Ранджитом Сингхом май Накайн. Между Самадхи двух махарани находится меньшее самадхи Сахиб Каур.